# Pusa
Genre
Pusa est un genre de Phocidés dont on rencontre les espèces dans de nombreuses mers froides de l'hémisphère nord.

## Liste des espèces
Selon World Register of Marine Species (13 novembre 2016) et NCBI (13 novembre 2016) :
- Pusa caspica — phoque de la Caspienne
- Pusa hispida — phoque annelé
- Pusa sibirica — phoque de Sibérie

Dans certaines classifications ce genre est absent et ces trois espèces appartiennent alors au genre Phoca.

## Description
Les trois espèces appartenant à ce genre sont petites par rapport aux autres phoques, Pusa hispida est d'ailleurs la plus petite espèce de phoque existante. Chez les trois espèces le mâle est légèrement plus grand que la femelle,,.

## Alimentation
Le phoque de la Caspienne et le phoque de Sibérie sont deux espèces principalement piscivores. P. caspica se nourrit essentiellement de Clupeonella qui sont très abondant la mer Caspienne et représente 70 % de son alimentation. P. sibirica se nourrit de Comephorus et de Cottocomephorus. Le phoque annelé est plus généraliste, il se nourrit de poissons, de crustacés, de céphalopodes, d'amphipodes, de krill et autres crevettes.

## Reproduction
Le phoque de la Caspienne est une espèce monogame, tandis que le phoque annelé et le phoque de Sibérie sont polygames,.